# Dzjatlava
Dzjatlava (bělorusky Дзятлава, rusky Дятлово – Ďjatlovo, polsky Zdzięciół, litevsky Zietela) je město v Hrodenské oblasti v Bělorusku. K roku 2018 v ní žilo přibližně sedm a půl tisíce obyvatel.

## Poloha
Dzjatlava leží přibližně 165 kilometrů jihovýchodně od Hrodna, správního střediska oblasti.

## Dějiny
První zmínka o Dzjatlavě je z roku 1498, kdy ji Jan I. Olbracht dává Konstantinovi Ostrožskému.
Před druhou světovou válkou město patřilo do Druhé polské republiky a jednalo se o typický východoevropský štetl, malé město s převážně židovským obyvatelstvem. Sovětský svaz obsadil město 17. září 1939 v rámci své invaze do Polska, ale následně jej obsadilo v červnu 1941 svým útokem nacistické Německo. Německé úřady zřídily v Dzjatlavě dne 22. února 1942 Dzjatlavské ghetto a následně zde došlo 30. dubna a 10. srpna k Dzjatlavským masakrům, při kterých bylo v rámci holokaustu zabito přibližně tři až pět tisíc Židů.

### Rodáci
- Chafec Chajim (1839–1933), rabín